# دلهای بی‌آرام
دل‌های بی‌آرام فیلمی به کارگردانی و نویسندگی اسماعیل ریاحی محصول سال ۱۳۵۰ است.

## خلاصه داستان
دو برادر، سرپرست معدن و مهندس معدن بی آنکه بدانند به یک دختر علاقه‌مندند…

## بازیگران

جلد صفحهٔ آهنگ‌های فیلم

- فریدون فرخ‌زاد
- سحر
- ایرج قادری
- شهلا ریاحی
- معزدیوان فکری

## موسیقی
در این فیلم سه موسیقی با صدای فرخزاد خوانده شده است. که معروف ترین آنها ساحل غم و مرغان غمیگن میباشد،که با صدای فرخزاد و عهدیه خوانده شده است.